# The Power of Evil
The Power of Evil è un film muto del 1916 diretto da E.D. Horkheimer e da H.M. Horkheimer.

## Trama
Il milionario Stuart Merwin è un play boy che si gode i suoi soldi. Dopo il matrimonio con Laurine, però, Merwin cambia stile di vita, indispettendo la moglie che, invece, non ama la tranquillità. Laurine, infatti, continua la vita di sempre, frequentando anche altri uomini. Un giorno, Marwin, in macchina, investe una giovane donna, Jeano. Dopo averla soccorsa, la porta in casa. I due vengono sorpresi da Laurine che non crede a quello che le dice il marito, certa, invece, che lui la tradisca. Così inizia le pratiche per il divorzio. Marwin, con il cuore spezzato, torna alle vecchie abitudini. Ma Jeano, ormai guarita dalle ferite, lo convince a collaborare con lei nella missione di aiutare gli altri: il milionario, diventato predicatore dell'Esercito della Salvezza, dona tutto il suo denaro all'organizzazione e si prepara a sposarsi con Juno.

## Produzione
Il film fu prodotto dalla B.S. Moss Motion Picture Corporation e dalla Balboa Amusement Producing Company.

## Distribuzione
Il film uscì nelle sale cinematografiche degli Stati Uniti il 1º ottobre 1916.